# Erzsébet Ludovika porosz királyné
Erzsébet Ludovika, németül: Elisabeth Ludovika Prinzessin von Bayern, (München, 1801. november 13. – Drezda, 1873. december 14.) a Wittelsbach-ház pfalzi ágából származó bajor (választófejedelmi) hercegnő (Kurprinzessin von Pfalz und Bayern), 1806-tól bajor királyi hercegnő, IV. Frigyes Vilmos porosz király feleségeként 1840-től 1861-ig Poroszország királynéja (Königin von Preußen), Erzsébet császárné és királyné nagynénje és keresztanyja.

## Élete

### Származása
Erzsébet Ludovika bajor hercegnő Münchenben, a Bajor Választófejedelemség fővárosában született.
Édesapja IV. Miksa József bajor herceg, választófejedelem (1756–1825) volt, Frigyes Mihály pfalz-zweibrückeni uralkodó herceg (1724–1767) és Maria Franziska Dorothea von Pfalz-Sulzbach hercegnő (1724–1794) második fia, 1806-tól Napóleon császár kegyéből I. Miksa néven bajor király.
Édesanyja Miksa második felesége, az evangélikus vallású Karolina Friderika Vilma badeni hercegnő (1776–1841) volt, Károly Lajos badeni trónörökös herceg és Amália hessen–darmstadti hercegnő leánya, 1806. január 1-jétől az új Bajor Királyság királynéja.
Nyolc gyermekük sorában Erzsébet Ludovika és ikerhúga, Amália Auguszta harmadikként és negyedikként születtek, de a nyolcból csak öten érték meg a felnőttkort.
1. Egy halva született fiú (*/† 1797)
2. Károly herceg (1800–1803), kisgyermekkorban meghalt.
3. Erzsébet Ludovika hercegnő (1801–1873), aki 1823-ban IV. Frigyes Vilmos porosz királyhoz (1795–1861) ment feleségül.
4. Amália Auguszta hercegnő (1801–1877), Erzsébet Ludovika ikerhúga, aki 1822-ben I. János szász királyhoz (1801–1873) ment feleségül.
5. Mária Anna Leopoldina hercegnő (1805–1877), Zsófia Friderika hercegnő ikernővére, 1833-ban II. Frigyes Ágost szász királyhoz (1797–1854) ment feleségül.
6. Zsófia Friderika Dorottya hercegnő (1805–1872), 1824-től Ferenc Károly osztrák főherceg (1802–1878) felesége, I. Ferenc József császár és király anyja.
7. Mária Ludovika Vilma hercegnő (1808–1892), 1828-tól Miksa József bajor herceg felesége, Erzsébet császárné és királyné anyja.
8. Maximiliana Jozefa hercegnő (1810–1821), gyermekként meghalt.

Erzsébet Ludovika hercegnő féltestvérei édesapjának első házasságából, amelyet Auguszta Vilma Mária hessen–darmstadti hercegnővel (1765–1796), Georg Wilhelm von Hessen-Darmstadt herceg (1722–1782) és Maria Luise Albertine von Leiningen-Dagsburg-Falkenburg (1729–1818) grófnő leányával kötött:
1. Lajos Károly Ágost herceg (1786–1868), 1825-től I. Lajos néven bajor király.
2. Auguszta Amália Ludovika hercegnő (1788–1851), aki Jozefina francia császárné első házasságából való fiához, Eugène de Beauharnais-hoz, az Itáliai Királyság francia alkirályához, Leuchtenberg hercegéhez ment férjhez.
3. Amália Mária Auguszta hercegnő (1790–1794), kisgyermekként meghalt.
4. Sarolta Auguszta Karolina hercegnő (1792–1873), akinek első férje I. Vilmos württembergi király, második férje I. Ferenc osztrák császár, magyar és cseh király lett.
5. Károly Tivadar Miksa herceg (1795–1875) tábornagy, aki a polgári származású Marie-Anne-Sophie Petin-nel (1796–1838) kötött rangon aluli házassága miatt elveszítette trónöröklési jogát.

Erzsébet hercegnőt családjában Elizának (Élise-nek) nevezték. Születése után néhány évvel, a harmadik koalíciós háború után Napóleon császár felszámolta a Német-római Birodalmat, benne a Bajor Választófejedelemséget. Katonai szövetségi szerződés fejében viszont elismerte Miksa választófejedelmet az új Bajor Királyság első uralkodójának. Két húgának, Zsófia Friderika hercegnőnek és Mária Ludovika Vilma hercegnőnek házassága révén Erzsébet Ludovika hercegnő nagynénje lett Erzsébet császárnénak és Ferenc József császárnak is.

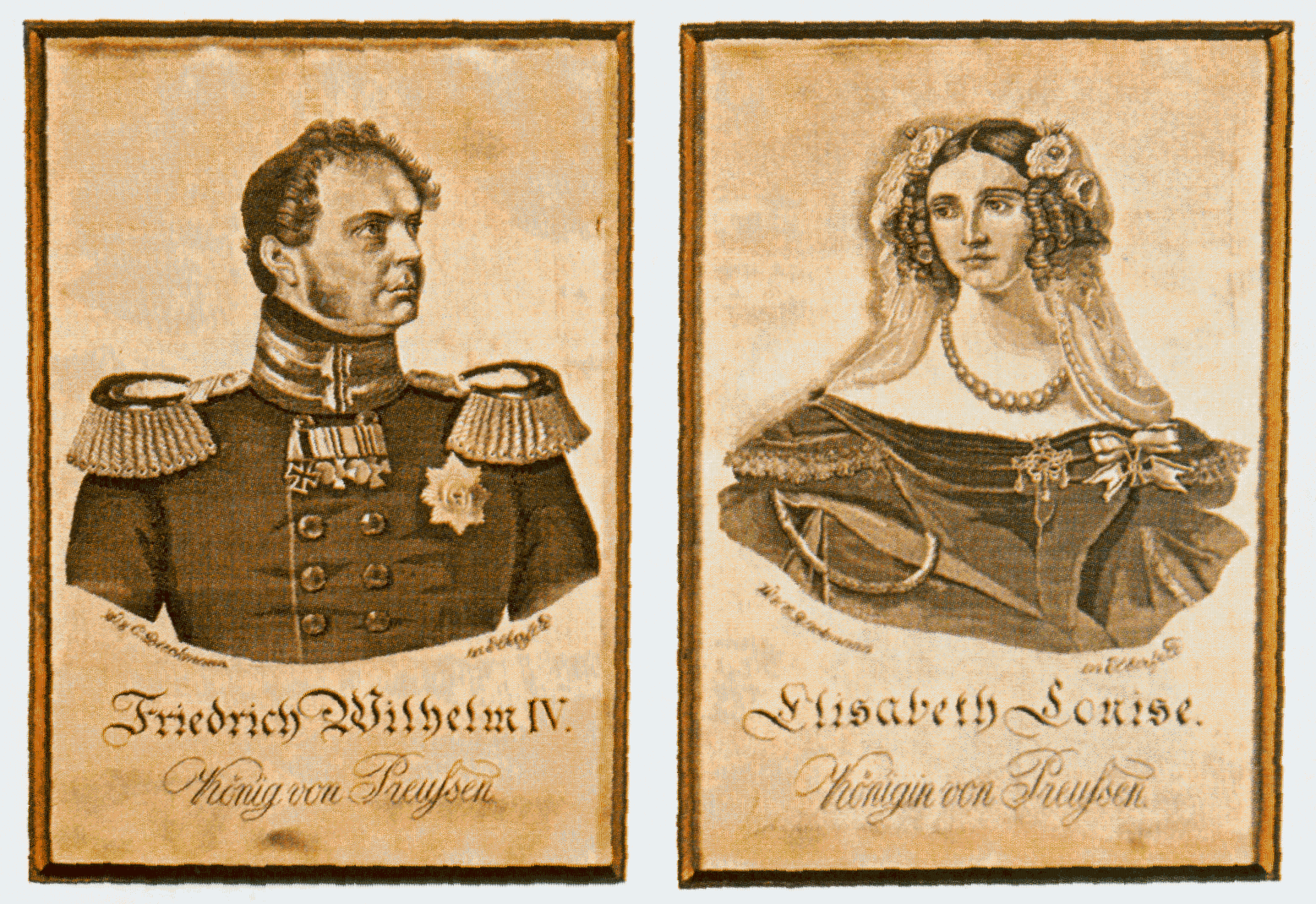
IV. Frigyes Vilmos király és Erzsébet királyné portréja, 1847.

### Házassága
1823. november 16-án képviselők útján (per procurationem) házasságot kötött Frigyes Vilmos porosz koronaherceggel (1795–1861), III. Frigyes Vilmos porosz király (1770–1840) és Luise Auguste Wilhelmine Amalie zu Mecklenburg-Strelitz hercegnő (1776–1810) legidősebb fiához, a Porosz Királyság trónörököséhez. Az ünnepélyes egyházi esküvőt, mindkét fél személyes részvételével 1823. november 29-én tartották. A házasság boldognak ígérkezett, a két fiatal hasonló érdeklődést mutatott számos területen, pl. mindketten művészi hajlamokkal voltak megáldva.
1830-ban Erzsébet Ludovika koronahercegné áttért az evangélikus hitre, a porosz királyi család vallására. Ő lett 1837-ben született unokahúgának, Erzsébet bajor hercegnőnek, Sissynek keresztanyja, akit az ő tiszteletére kapta keresztnevét, Erzsébetet.
1840-ben apósa elhunytával férjét IV. Frigyes Vilmos néven Poroszország királyává koronázták. Férje kikérte a királyné tanácsát kormányzati ügyekben, Erzsébet így befolyást gyakorolhatott az állami politikára. Erősen pártolta Poroszország és Ausztria baráti viszonyának megőrzését (mivel már megkezdődött a két állam rivalizálása a német államok fölötti vezető szerepért). Erzsébet Ludovika és IV. Frigyes Vilmos házasságát a kortársak boldognak írták le, bár a házasságból nem születtek gyermekek. 1848–49-ben a németországi felkelések és forradalmi harcok idején szilárdan férje mellett maradt.
1857-ben IV. Frigyes Vimos király több agyvérzést kapott, amelynek következtében beszédképessége súlyosan károsodott, emiatt nem tudta többé ellátni az államügyeket. A királyné kezdeményezésére 1858. október 7-én a király öccse, Vilmos koronaherceg (1797–1888) régensi megbízatást kapott, és átvette a kormányzati ügyek vitelét. A királyné gondosan ápolta férjét annak hosszú betegsége alatt. Mihelyt Frigyes Vilmos egészségi állapota megengedte, a királyi pár nagyobb európai utazásra indult, amelynek fénypontja a a pápánál tett látogatás volt.

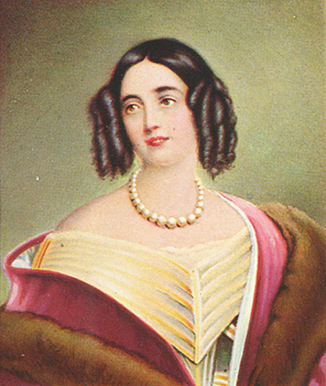
Erzsébet porosz királyné, 1843. (Stieler nyomán).
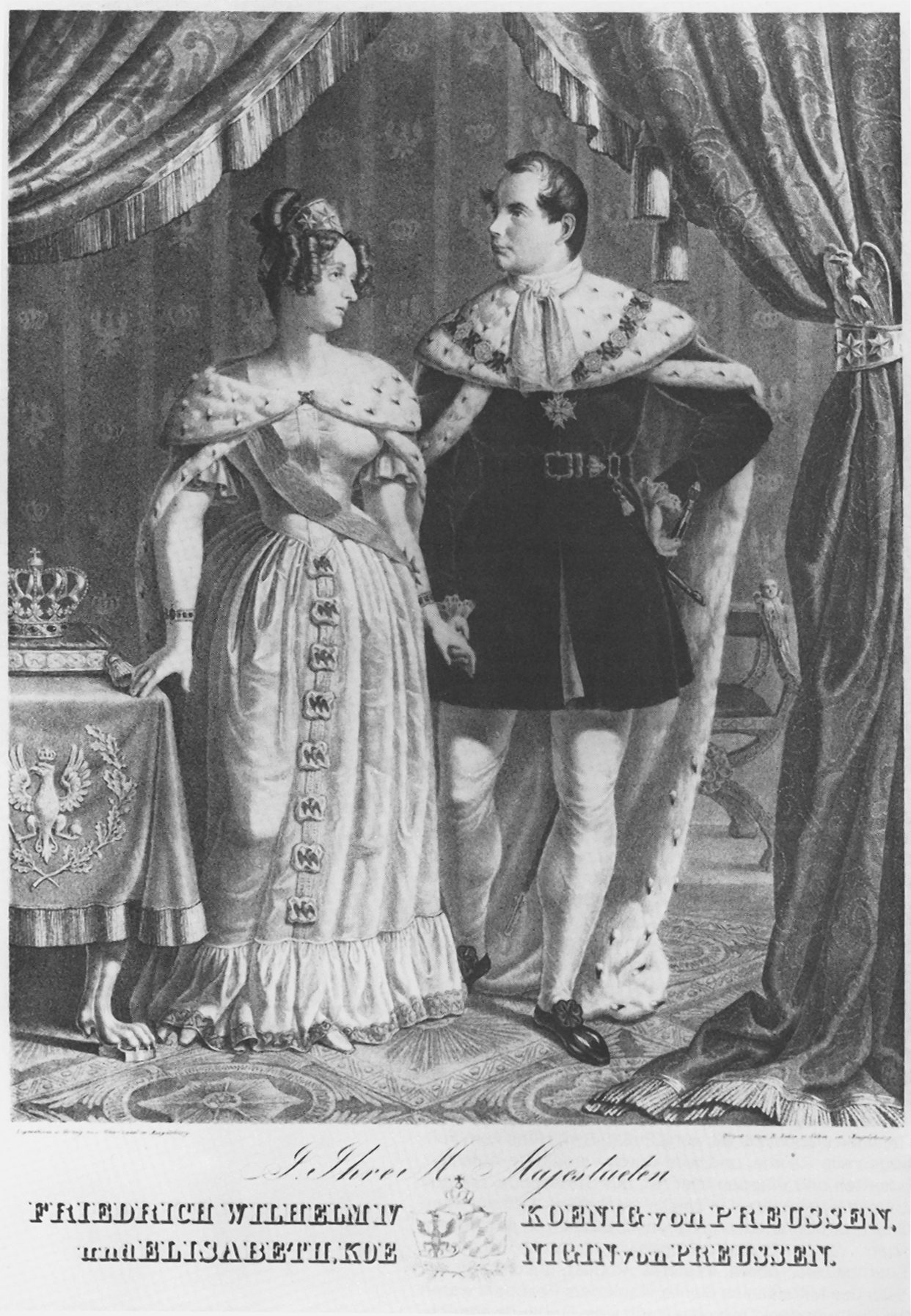
IV. Frigyes Vilmos és Erzsébet koronázási palástban, 1840.
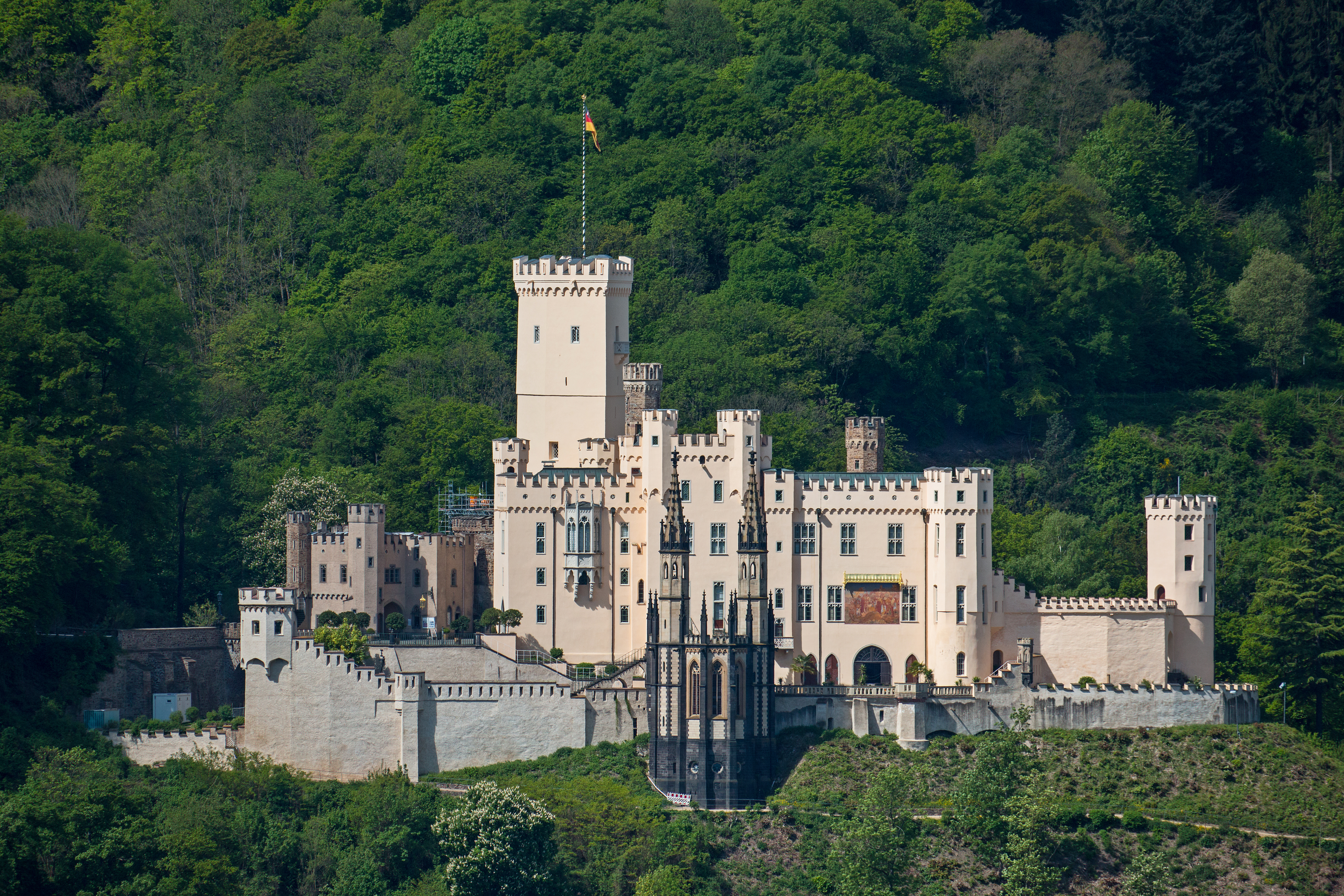
A rajna-menti Stolzenfels kastély.
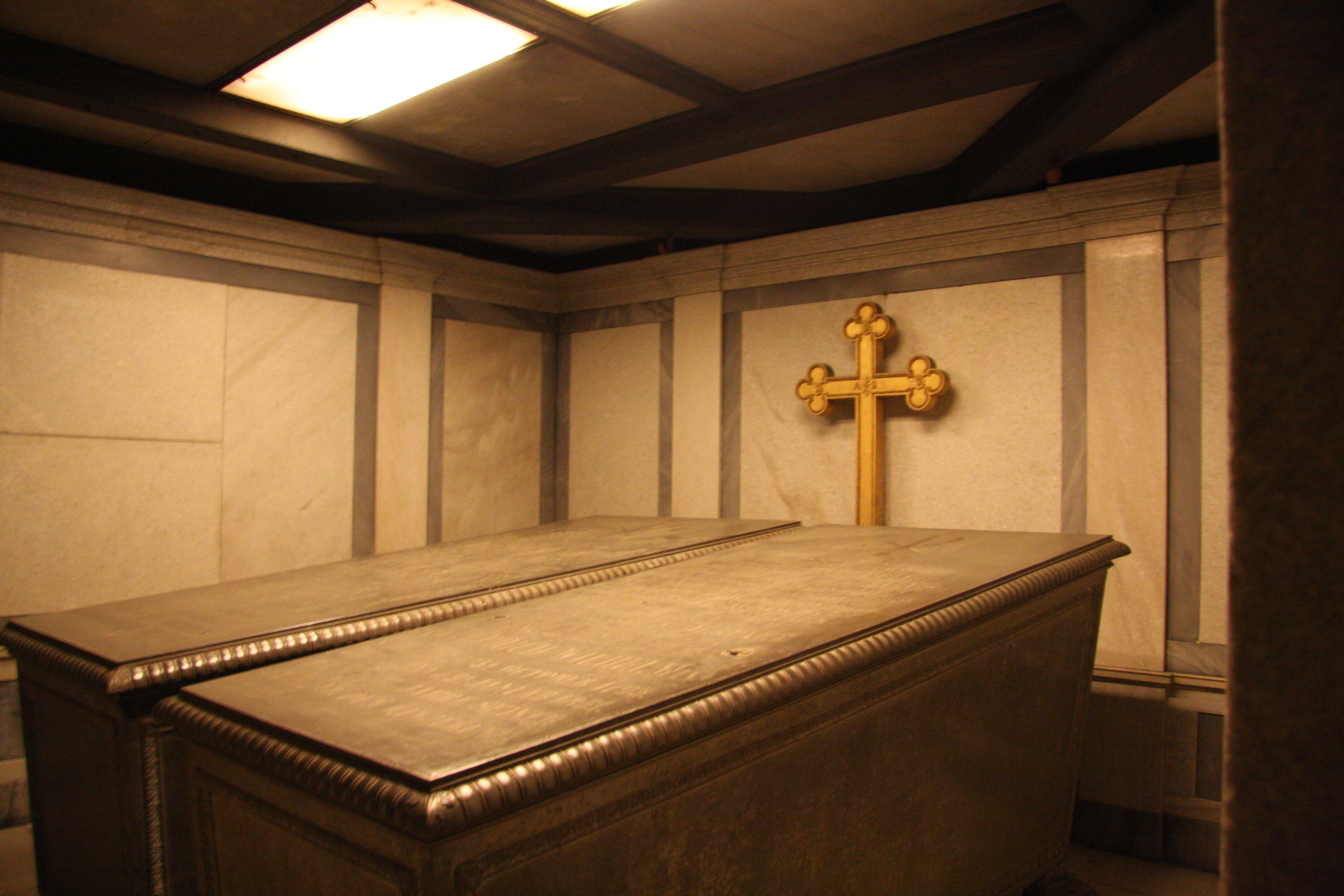
IV. Frigyes Vilmos király és Erzsébet királyné szarkofágja.

### Özvegységben
1860 utolsó napjaiban napjaiban a potsdami Sanssouci kastélyban ápolt király állapota válságosra fordult. Vilmos herceg értesítette a család tagjait, akik közül sokan vonaton és lovas szánkón Potsdamba utaztak, hogy búcsút vehessenek a haldoklótól. 1861. január 2-án a 65 éves IV. Frigyes Vimos király elhunyt, szeretett feleségének és számos családtagjának jelenlétében. Végakaratának megfelelően a királyt a Sanssouci kastély parkjában álló Béke-templomban (Friedenskirche) temették el. Trónját öccse, I. Vilmos király örökölte, akit 5 év múlva a Német Birodalom császárává kiáltottak ki.
A megözvegyült Erzsébet Ludovika királyné visszavonult közélettől. A következő években a potsdami Sanssouci, a berlini Charlottenburg és a Rajna-menti Stolzenfels kastélyokban élt. Sógorával, I. Vilmos királlyal baráti viszonyt tartott. Jótékony célú missziókat teljesített, ápolta elhunyt férjének emlékezetét. 1871-ben az észak-rajna-vesztfáliai Keppel kolostor épületében leányiskolát és -nevelő intézetet alapított Keppelsche Schul- und Erziehungsanstalt. Az intézmény első igazgatónőjének, Nanny von Monbartnak megbízólevelét ő maga adta át a Charlottenburg kastélyban tartott audiencián.

### Halála
1873. október 29-én meghalt I. János szász király, Erzsébet Ludovika sógora. A 72 éves özvegy porosz királyné Drezdába utazott, hogy meglátogassa megözvegyült ikerhúgát, Amália Auguszta szász királynét, és részt vegyen az elhunyt király temetésén. Ottani tartózkodása során Erzsébet Ludovika megbetegedett, és december 14-én Drezdában meghalt. Testét visszaszállították Poroszországba. 1873. december 21-én temették el férje mellé, a potsdami Béke-templom (Friedenskirche) kriptájában.

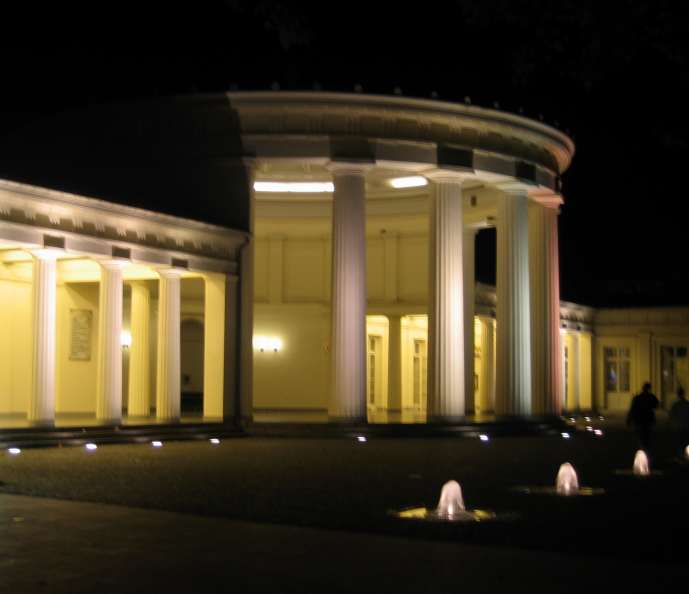
Az aacheni Eliza-kút (Elisenbrunnen).

### Emléke
- 1827-ben Aachenben felépült a Karl Friedrich Schinkel által tervezett díszkút, amelyet a Poroszország ifjú koronahercegnőjének, a bajor Erzsébet Ludovikának tiszteletére Eliza-kútnak (Elisenbrunnen) neveztek el.
- Több porosz királyi, majd német császári katonai egység is viselte Erzsébet Ludovika királyné nevét, köztük a Charlottenburgban állomásozó is nevezett 3. Erzsébet királyné Gránátos Gárdaezred (Garde-Grenadier-Regiment „Königin Elisabeth” Nr. 3,) amelyet Gárdahadtestnek (Gardekorps) is neveztek, valamint a Német Császári 2. Gárda-Hadosztály, amelyet 1860. május 5-én alapították több más alakulat összevonásából. 1861–tól haláláig (1873-ig) Erzsébet királyné volt az egység „tulajdonosa” (azaz tiszteletbeli parancsnoka).[4]
- Az általa 1871-ben alapított keppeli iskolát és leánynevelő intézetet 1933-ban a nemzeti szocialista kormány „gleichschaltolta”: a királyi alapítvány által kinevezett iskolavezetőséget eltávolították, helyükre a nácikhoz hű pártembereket neveztek ki, az intézményt női főiskolává (Frauenoberschule) alakították. 1944-ben államosították. Ma állami gimnázium működik benne.